# Langå (stacja kolejowa)
Langå (duński: Langå Station) – stacja kolejowa w miejscowości Langå, w regionie Jutlandia Środkowa, w Danii. Znajduje się na Aarhus – Aalborg. Jest również stacją początkową linii Langå – Struer.
Stacja jest zarządzana i obsługiwana przez Danske Statsbaner.

## Linie kolejowe
- Linia Aarhus – Aalborg
- Linia Langå – Struer